# Estadio Juan Ramón Ponce Way
Juan Ramon Ponce Way – wielofunkcyjny stadion znajdujący się w mieście San Pedro Carchá. Na tym stadionie swoje mecze rozgrywa drużyna piłkarska Deportivo Carchá. Stadion może pomieścić 4 000 widzów.